# Manfred Wagner (labdarúgó)
Manfred Wagner (München, 1938. augusztus 31. – München, 2015. február 10.) német labdarúgó, hátvéd.

## Pályafutása
1963 és 1970 között az 1860 München, labdarúgója volt, ahol egy-egy bajnoki címet és kupagyőzelmet ért el. Tagja volt az 1964–65-ös idényben KEK-döntős csapatnak.

## Sikerei, díjai
1860 München
- Nyugatnémet bajnokság (Bundesliga)
  - bajnok: 1965–66
  - 2.: 1966–67
- Nyugatnémet kupa (DFB-Pokal)
  - győztes: 1964
- Kupagyőztesek Európa-kupája (KEK)
  - döntős: 1964–65